# Luc Bürgin
 (septembre 2022).
Si vous disposez d'ouvrages ou d'articles de référence ou si vous connaissez des sites web de qualité traitant du thème abordé ici, merci de compléter l'article en donnant les références utiles à sa vérifiabilité et en les liant à la section « Notes et références ».
Luc Bürgin, né le 19 août 1970 à Bâle et mort le 11 mai 2024 dans la même ville, est un écrivain, publiciste et journaliste suisse.

## Biographie
De 1995 à 2002, Bürgin, qui a étudié l'allemand, le folklore, la musicologie, les études médiatiques et la sociologie à l'université de Bâle pendant plusieurs années, a travaillé comme journaliste pour le Basler Zeitung Medien, puis pendant plusieurs années comme rédacteur en chef du Baslerstab. Beaucoup de ses travaux portent sur la science marginale ou la science populaire. Un critique le décrit comme Pape et boîte à suggestions en un pour les archéologues amateurs allemands.
Il est également le cofondateur du journal Legendary Times.
De janvier 2004 à fin août 2019, Bürgin est l'éditeur et le rédacteur en chef du magazine suisse Mysteries-Magazin.

## Thèmes
Dans un ouvrage dédié à la question, il aurait démontré que l'Armée suisse s'est en réalité intéressée aux observations d'ovnis en Suisse dès le début des années 1950.

### Der Urzeit-Code
Publié en 2007, le livre de Bürgin Der Urzeit-Code (Le Code Primitif), est un livre de vulgarisation scientifique traitant d'un brevet accordé en 1980 à la société chimique Ciba-Geigy (maintenant Novartis), qui traite avec le procédé d'électroculture, qui a permis d'augmenter la résilience des cultures et de réduire l'utilisation de pesticides sur les cultures traitées. Le livre détaille des rapports et des interviews qui documentent l'effet du processus d'électroculture qui n'avait pas été expliqué scientifiquement auparavant. Dans le livre, Bürgin présente l'électroculture comme une alternative plus écologique au génie génétique.

## Publications
- Das letzte Geheimnis von Mirin Dajo, Kopp Verlag, 2022.
- Geheimnisse der Matrix: Der neue Mystery-Report. Kopp, Rottenburg 2021,  (ISBN 978-3-86445-851-4).
- Neues aus Absurdistan: Sind wir noch zu retten? Kopp, Rottenburg 2020,  (ISBN 978-3-86445-744-9).
- Lexikon der verbotenen Geschichte: Verheimlichte Entdeckungen von A bis Z. Kopp, Rottenburg 2018,  (ISBN 978-3-86445-562-9).
- Geheimdossier UFOs: Die Akten der Schweizer Luftwaffe. Kopp, Rottenburg 2015,  (ISBN 978-3-86445-210-9).
- Chinas mysteriöses Höhlenlabyrinth: Die unterirdische Welt von Huangshan. Kopp, Rottenburg 2013,  (ISBN 978-3-86445-058-7).
- Mystery: Neue Beweise für das Unerklärliche. Kopp, Rottenburg 2012,  (ISBN 978-3-86445-049-5).
- Lexikon der verbotenen Archäologie: Mysteriöse Relikte von A bis Z. Kopp, Rottenburg 2009,  (ISBN 978-3-942016-14-8).
- Der Urzeit-Code: Die ökologische Alternative zur umstrittenen Gen-Technologie. Herbig, München 2007,  (ISBN 978-3-7766-2534-9).
- Psst… streng vertraulich: Brisante Enthüllungen, die man Ihnen verheimlichen wollte. Kopp, Rottenburg 2006,  (ISBN 3-938516-36-4).
- Das Wunder Mirin Dajo: Der unverletzbare Prophet und seine paranormalen Kräfte. Kopp, Rottenburg 2004,  (ISBN 3-930219-74-3).
- Hochtechnologie im Altertum: Flüsternde Steine, magische Spiegel, ewiges Licht. Kopp, Rottenburg 2003,  (ISBN 3-930219-67-0).
- Rätsel der Archäologie: Unerwartete Entdeckungen, unerforschte Monumente. Herbig, München 2003,  (ISBN 3-7766-2318-7).
- UFOs über der Schweiz: Das Dossier der Luftwaffe. Kopp, Rottenburg 1999,  (ISBN 3-930219-27-1).
- Geheimakte Archäologie: Unterdrückte Entdeckungen, verschollene Schätze, bizarre Funde. Bettendorf, München 1998,  (ISBN 3-7766-7002-9).
- Irrtümer der Wissenschaft: Verkannte Genies, Erfinderpech und kapitale Fehlurteile. Herbig, München 1997,  (ISBN 3-7766-1986-4).
- Mondblitze: Unterdrückte Entdeckungen in Raumfahrt und Wissenschaft. Herbig, München 1994,  (ISBN 3-7766-1849-3).
- Götterspuren: Der neue UFO-Report. Herbig, München 1993,  (ISBN 3-7766-1806-X).